# Лабуньки-Другі
Лабуньки-Другі (пол. Łabuńki Drugie) — село в Польщі, у гміні Лабуне Замойського повіту Люблінського воєводства. Населення — 371 особа (2011).

## Історія
У 1975—1998 роках село належало до Замойського воєводства.

## Населення
Демографічна структура станом на 31 березня 2011 року:
|          | Загалом | Допрацездатний вік | Працездатний вік | Постпрацездатний вік |
| -------- | ------- | ------------------ | ---------------- | -------------------- |
| Чоловіки | 186     | 48                 | 119              | 19                   |
| Жінки    | 185     | 39                 | 104              | 42                   |
| Разом    | 371     | 87                 | 223              | 61                   |